# 8747 Asahi
8747 Asahi este un asteroid din centura principală de asteroizi.

## Descriere
8747 Asahi este un asteroid din centura principală de asteroizi. A fost descoperit pe 24 martie 1998 la Nanyo de Tomimaru Okuni. El prezintă o orbită caracterizată de o semiaxă mare de 3,05 ua, o excentricitate de 0,14 și o înclinație de 12,2° în raport cu ecliptica.